# Zale phoeoleuca
Zale phoeoleuca är en fjärilsart som beskrevs av Walker 1865. Zale phoeoleuca ingår i släktet Zale och familjen nattflyn. Inga underarter finns listade i Catalogue of Life.